# Georges Lemmen

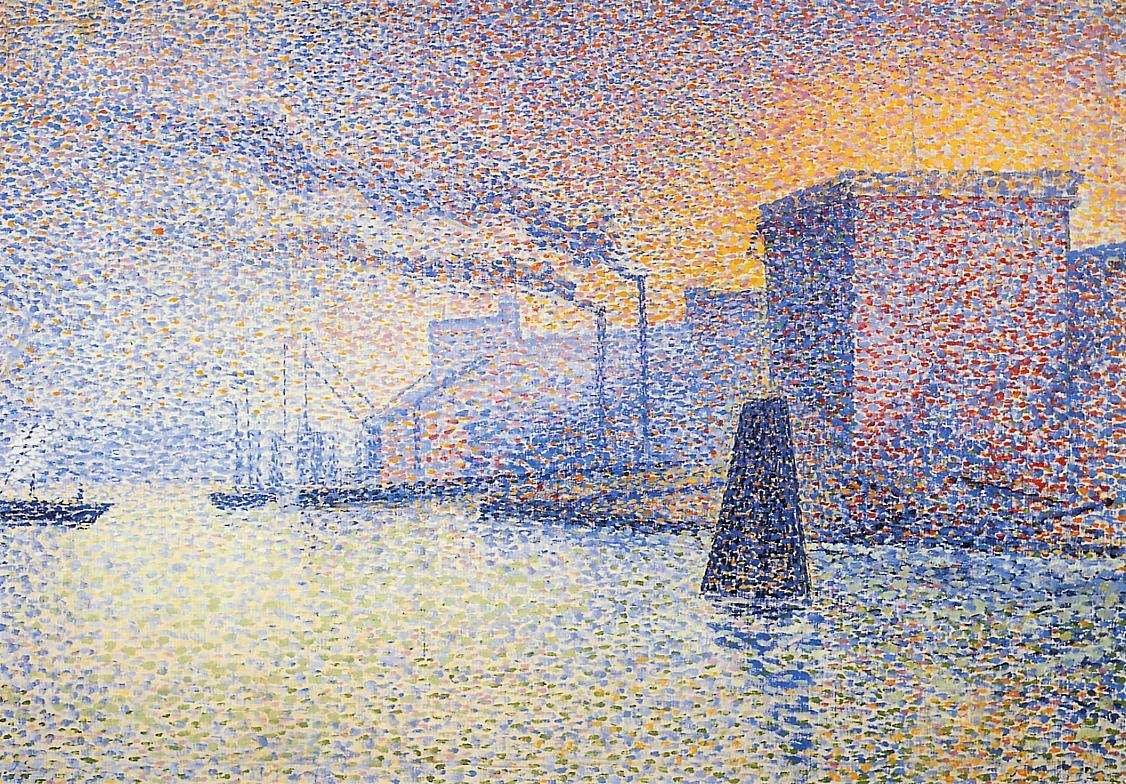
Fabrikgebäude an der Themse

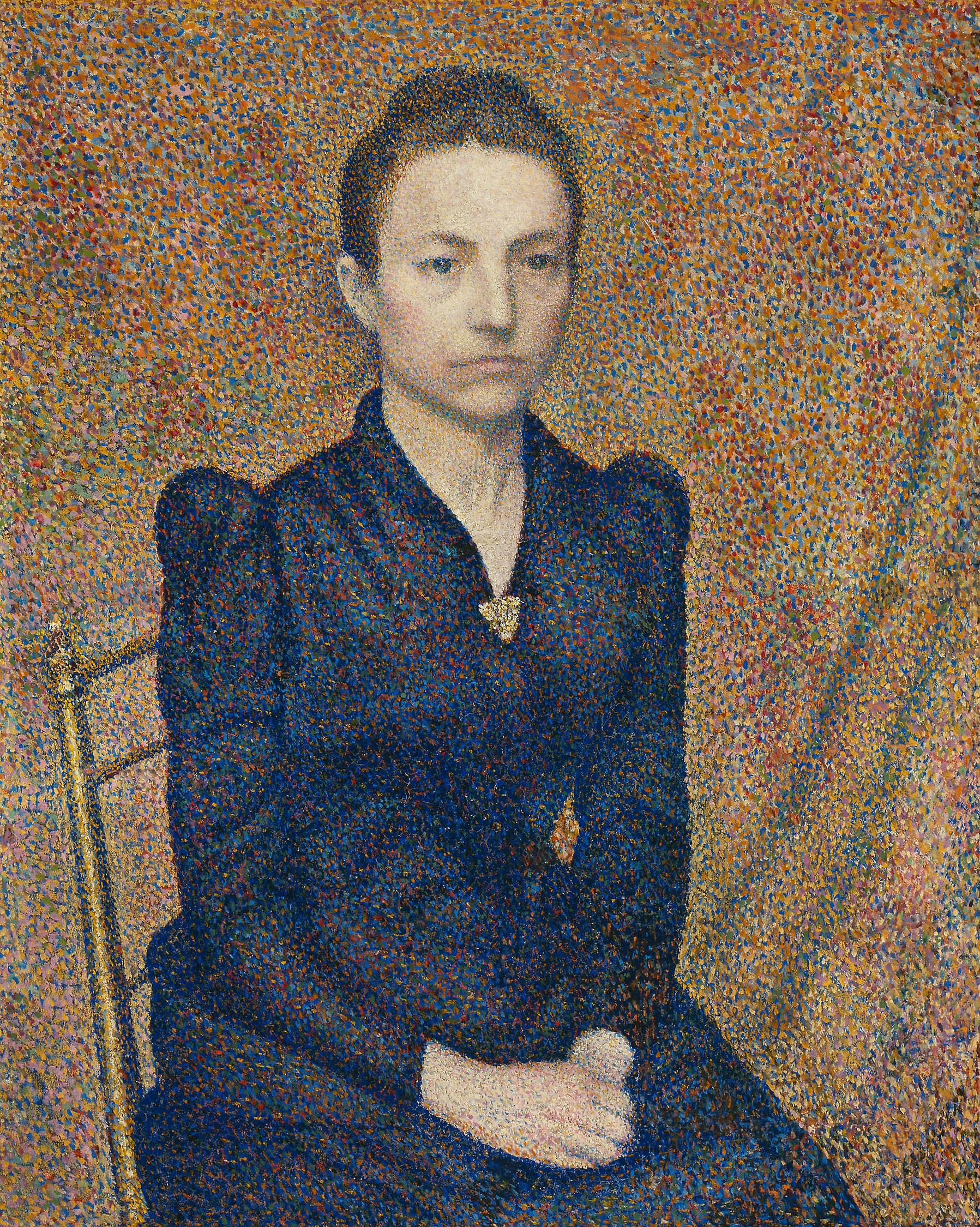
Die Schwester des Künstlers, 1891

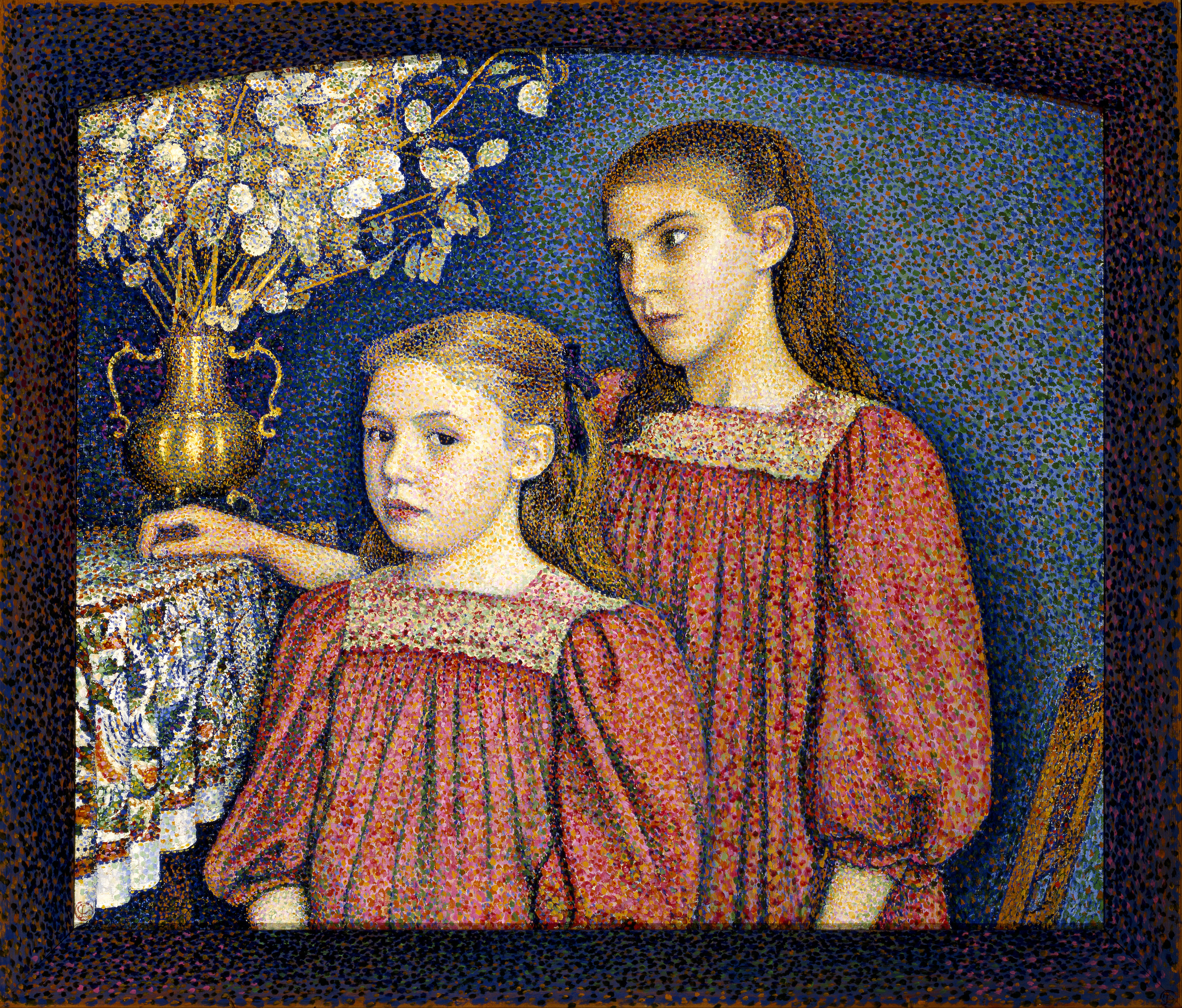
Die zwei Schwestern (Jenny und Berthe Surreys), 1894

Georges Lemmen (* 25. November 1865 in Schaerbeek/Schaarbeek; † 5. Juli 1916 in Uccle/Ukkel) war ein belgischer Maler.
Georges Lemmen studierte an der Académie des beaux-arts de Saint-Josse-ten-Noode. In den frühen 1880er Jahren wurde er von Edgar Degas und Henri de Toulouse-Lautrec beeinflusst. Im Jahr 1899 wurde er Mitglied der „Les XX“. Er war auch Gründungsmitglied von „La Libre Esthétique“.
Er arbeitete als Kritiker für „L'Art Moderne“. Unter dem Einfluss von James Ensor und James McNeill Whistler wurde er um 1890 Anhänger des Pointillismus. In den Jahren 1892 und 1894 besuchte er zweimal London. 1894 wandte er sich der dekorativen Kunst zu und schuf eine Reihe von Plakaten, Exlibris und Keramik. Um 1900 beschloss er, sich ausschließlich der Malerei zu widmen. 1904 trat er dem Verein „Vie et Lumiere“ bei.
Um 1910 besuchte er Südfrankreich, um einige Werke über das Strandleben zu malen. Im Juli 1915 zog er nach Uccle, wo er im nächsten Jahr starb.